# 蒂蒂亚·德朗厄
蒂蒂亚·德朗厄（荷蘭語：Titia de Lange，1955年11月11日—），荷兰遗传学家、细胞生物学家，纽约市洛克菲勒大学教授。

## 生平
1955年生于鹿特丹。1985年，在阿姆斯特丹大学获生物化学博士学位。之后在旧金山加州大学做博士后研究。1990年加入洛克菲勒大学。1997年成为全职教授，2011年以来成为安德森癌症研究中心共同主任，并且是美国癌症协会研究员。德朗厄知名于端粒方面的研究，2013年获生命科学突破奖。